# Wyśmierzyce (ville)
Pour les articles homonymes, voir Wyśmierzyce.
Wyśmierzyce (prononciation : [vɨɕmjɛˈʐɨt͡sɛ]) est une ville polonaise du powiat de Białobrzegi de la voïvodie de Mazovie dans le centre-est de la Pologne.
Elle est le siège administratif de la gmina de Wyśmierzyce.
Elle se situe à environ 10 km à l'ouest de Białobrzegi (siège du powiat) et 60 km au sud de Varsovie (capitale de la Pologne).
La ville couvre une surface de 7,51 km2 et comptait 889 habitants en 2006. C'est la plus petite ville de Pologne en 2006, en comparaison, le plus grand village en Pologne (Kozy dans la voïvodie de Silésie) a une population de 11 920 habitants en 2008.

## Histoire
Wyśmierzyce est établi en tant que village au XIVe siècle.

Il obtient le statut de ville de 1338 à 1870, puis en 1922.
De 1975 à 1998, la ville appartenait administrativement à la voïvodie de Radom.